# Asplenium capillipes
Asplenium capillipes là một loài thực vật có mạch trong họ Aspleniaceae. Loài này được Makino miêu tả khoa học đầu tiên năm 1903.